# Srbska pravoslavna cerkev sv. Nikolaja v Szegedu
Srbska pravoslavna cerkev sv. Nikolaja (madžarsko Szerb Ortodox Templom) stoji v mestu Szeged, na Madžarskem.

## Zgodovina
Stari viri menijo, da so v tem kraju živeli slovanski kristjani že pred prihodom Madžarov. V stoletjih po kosovski bitki (1389) se je v Szeged preselilo veliko Srbov. V 14. stoletju je mesto-trdnjava v županiji Csongrad. V 15. stoletju so Madžari v Szegedu organizirali zborovanja. Na enem od njih je bil prisoten tudi srbski vladar Djuradj Brankovic, ki je v segedinskem kraju imel velika posestva, v katerih so živeli Srbi. Ob času turške oblasti so Srbi živeli v delu mesta ki se je imenovalo Palanka in Gornji Grad.
Po obnovitvi Pečke Patrijarhije (1557 leta) je Szeged postal okrajno mesto Bačke eparhije. V tem času so zgradili prvo srbsko pravoslavno cerkev, o kateri danes nimamo več podatkov. Po osvoboditvi Szegeda izpod Osmanskega cesarstva leta 1686 so se Srbi v regijo preselili v večjem številu. V Szegedu so večinoma živeli na območju Palánka in Gornjega mesta. Zapis Csongrádske županije iz leta 1720 kaže, da je bilo od 404 zgradb 40 v srbski lasti.
Prva cerkev je bila posvečena svetim arhangelom Mihajlu in Gavrilu (Mihaelu in Gabrielu). 
Druga srbska pravoslavna cerkev v mestu, posvečena svetemu Nikolaju, je bila zgrajena iz kamna v Palánku leta 1690. Stala je le 25 let, preden so jo leta 1715 porušili, da bi ponovno zgradili mestni grad. V njej so ustanovili matične knjige 1744 leta. 
Tretja pravoslavna cerkev, majhna stavba, je bila zgrajena leta 1725 na mestu sodobne cerkve. Četrta, posvečena nadangeloma Gabrielu in Mihaelu, je stala v Gornjem mestu. Njena ustanovitvena listina je iz leta 1727, bolj verjetno pa je, da je bila zgrajena med turško okupacijo ali po osvoboditvi Szegeda. Obiskovali so jo tako Grki kot Srbi in je ostala v redni uporabi do leta 1848. Potem so se člani skupnosti namesto njih začeli pridruževati današnji cerkvi sv. Nikolaja. Prejšnja cerkev je bila leta 1879 v povodnji močno poškodovana in je bila kmalu uničena.
Peta cerkev, današnja cerkev sv. Nikolaja, je bila hitro zgrajena blizu mesta tretje, za votivno cerkvijo na trgu Dóm. Stavbo je načrtoval Jovan Dobić, stolp pa sta zgradila nemška mojstra iz Pešte, klepar in tesar. Slikar iz Budima Mihailo Sokolović jo je okrasil z zlatom in slikami.
Cerkev je leta 1775 blagoslovil segedinski, novomeški in egerski škof Arsenije Radojević, vendar ni natančno znano, kdaj so gradbeniki dobili dovoljenje za začetek gradnje. Podnožje je bilo posvečeno 11. julija 1778, v kletne prostore cerkve pa so vzidali svinčeno ploščo s posnetkom tega dogodka, papirnato kopijo pa hranijo v zgodovinskem arhivu cerkve. Ladja je bila dokončana leta 1780, stolp pa leta 1781; med zidavo stolpa so v cerkev vzidali še eno svinčeno ploščo, tudi s papirnato kopijo za arhiv. Pet zvonov je bilo posvečenih leta 1781. Notranjost je trajala dlje časa in šele leta 1805 je vladika Jovan Jovanović posvetil cerkev.

## Ikonostas
Ikonostas, ki deli oltar od ladje, je najbolj okrašen del cerkve. Oblikovan je v rokoko slogu in je sestavljen iz 74 ikon. Zgornji del so izdelali neznani umetniki. Spodnji del je prvotno za tretjo segedinsko cerkev izdelal Jovan Popović, srbski baročni umetnik, kot je zapisano v pogodbi z dne 7. junija 1761. Številke "1761" so zapisane tudi na ikoni, ki prikazuje Kristusovo skušnjavo.
Dvoje stranskih vrat v ikonostasu, imenovano diakonska vrata, so namenjena tistim, ki pomagajo pri liturgiji. Leva (severna) vrata prikazujejo Mojzesa, desna (južna) pa njegovega brata Arona. Nad Mojzesom je upodobljena Melkizedekova žrtev; nad Aronom je upodobitev Abrahamovega darovanja.
V središču so Kraljeva vrata, ki jih uporabljajo duhovniki. Na vrhu je Gabriel prikazan z lilijo v rokah, poleg Device Marije. To je upodobitev Oznanjenja, v katerem je Gabriel sporočil Mariji, da bo rodila Jezusa. Spodaj so štirje evangelisti: Matej z angelom, Janez z jastrebom, [[sveti Luka|Luka]g z bikom in [[sveti Marko|Marko]g z levom. Upodobljena je kača, ki simbolizira bronasto kačo iz [[Sveto pismo|Svetega pisma]g, ki pleza po vratih. Nad vrati je oko v trikotniku, ki predstavlja božje oko.
Desno (južno) od Kraljevih vrat je ikona Jezusa Kristusa, levo pa ikona Device Marije in otroka Jezusa. Ob ikoni Jezusa Kristusa je ena Janeza Krstnika, ob ikoni Device Marije pa svetega Nikolaja, zavetnika cerkve. Običajno so te štiri ikone, znane kot prestolne, najbolj okrašene v pravoslavnih cerkvah. Pred prestolnimi ikonami visijo štiri svetogorske in ruske svetilke, okrašene s podobami križanega Jezusa, svetega Jurija in podrobnimi rastlinskimi motivi. Zadnja večerja je upodobljena nad kraljevimi vrati. Spodaj med prestolnima ikonama sta dve manjši ikoni: Beg v Egipt med svetim Nikolajem in Devico Marijo ter Kristusova skušnjava med Jezusom in Janezom Krstnikom.
Praznične ikone - ena velika ikona, obdana z osmimi manjšimi - so nad prestolnimi ikonami. Na levi (severni) strani je Jezusovo spremenjenje. Okrog njega so v nasprotni smeri urinega kazalca ikone, ki prikazujejo Svete tri kralje, cvetno nedeljo (Jezusov zmagoslavni vstop v Jeruzalem), Jezusovo darovanje v templju, Oznanjenje, rojstvo Janeza Krstnika, Kristusovo obrezovanje, vnebovzetje Matere božje in Marijino darovanje v templju. Na desni (južni) strani je upodobljeno Jezusovo vstajenje, v nasprotni smeri urinega kazalca pa okrog Kristusovo rojstvo, obglavljenje Janeza Krstnika, varstvo Device Marije, kamenjanje svetega Štefana, vstajenje Lazarja iz Betanije, binkošti in obiskovanje.
Pod rdečim okvirjem so naslikani Oče, Sin in Sveti Duh, ki so upodobljeni kot golob, okoli njih pa so upodobljeni evangelisti v rdeči in modri barvi. Druge ikone prikazujejo apostole in cerkvene očete. V luneti nad rdečim drogom je razpelo; na levi sta ob Jezusovih nogah vidna Devica Marija in Janez apostol. Ostale ikone prikazujejo preroke iz Stare zaveze, na vrhu stene pa je naslikana poslednja sodba.
Cerkev je utrpela veliko škodo v poplavi leta 1879 in je bila v letih od 1880 do 1881 obnovljena. Med prenovo je malo znani slovaški umetnik Jan Hodina na strop naslikal fresko, ki prikazuje Stvarjenje sveta.
Zelo je zanimiva ikona iz Egipta, ki jo je naslikal koptski mojster in na njej prikazal Jezusa in mater Božjo kot črnca. Zelo znana je ikona Kronanje matere Božje znanega srbskega slikarja Stefana Teneckega. V cerkvi hranijo stare cerkvene knjige, predmete ki jih uporabljajo pri maši, duhovniške obleke itd.

## Galerija
- Maketa cerkve, ki jo je izdelal László Kasza, razstavljena v Srbskem klubu
- Notranjost cerkve
- Umetnine v cerkvi
- Ikone v cerkvi
- Ikona svetega Nikolaja, zavetnika cerkve
- Ikonostas
- Deviški Marijin prestol
- Črna Marija
- Naša Gospa krvavi